# Citronella
Citronella es un género de plantas natural perteneciente a la familia Cardiopteridaceae. Son árboles y arbustos que crecen en climas tropicales. Comprende 30 especies descritas y de estas, solo 22 aceptadas.

## Descripción
Son árboles y arbustos, las ramas de vez en cuando escandentes. Hojas coriáceas o sub-membranosa, enteras, las venas oblicuas arqueadas y anastomosis. Las inflorescencias terminales, axilares, extra-axilares o supra-axilar, paniculada. Flores perfectas o polígamas; pétalos libres, carnoso, los ápices inflexos, la nervadura central prominente desarrollada; carnosas, cáliz persistente disco; estambres libres, los filamentos carnosas. Drupas carnosas.

## Cultivo
Pocas especies han sido cultivadas, por ejemplo, Citronella mucronata de Chile es notable por su resistencia al frío dentro de este género y es una de las más conocidas especies y se ha introducido en Europa.

## Taxonomía
El género fue descrito por David Don y publicado en Edinburgh New Philosophical Journal 13: 243, en 1832. La especie tipo es: Citronella mucronata (Ruiz & Pav.) D.Don

## Especies
1. Citronella apogon - Bolivia, noroeste de Argentina
2. Citronella costarricensis - Colombia, Costa Rica, Panamá, Perú, Venezuela
3. Citronella engleriana - Río de Janeiro (Brasil)
4. Citronella gongonha - Brasil, Paraguay, Uruguay, noreste de Argentina
5. Citronella incarum - Colombia, Ecuador, Perú
6. Citronella latifolia - Sámar (Filipinas)
7. Citronella lucidula - islas Salomón
8. Citronella macrocarpa - Nueva Caledonia
9. Citronella melliodora - Bolivia, Colombia, Ecuador, Perú
10. Citronella moorei - Queensland
11. Citronella mucronata - Chile
12. Citronella paniculata - Brasil, Paraguay, Venezuela, provincia de Misiones (Argentina)
13. Citronella philippinensis - Luzón
14. Citronella samoensis - islas Salomón, Samoa, Tonga
15. Citronella sarmentosa - Nueva Caledonia
16. Citronella silvatica - Colombia
17. Citronella smythii - Queensland
18. Citronella suaveolens - Indonesia, Nueva Guinea
19. Citronella vitiensis - islas Fiyi